# Platytaeniodus degeni
Espèce
Statut de conservation UICN

 LC  : Préoccupation mineure
Platytaeniodus degeni est un poisson de la famille des cichlidés. C'est l'unique représentant du genre Platytaeniodus. Cette espèce a été décrite par George Albert Boulenger en 1906. Il est parfois classé comme une espèce appartenant au genre Haplochromis et est alors appelé Haplochromis degeni.
Elle est endémique du lac Victoria, situé entre le Kenya, la Tanzanie et l'Ouganda.
Cette espèce considéré comme éteinte à l'état sauvage est actuellement en Préoccupation mineure .